# Rio Layou
O Layou é o maior rio de Dominica, ele percorre todo o seu trajeto dentro da paróquia de Saint Joseph. O Layou nasce na região montanhosa do interior da ilha e desagua na costa oeste, no Mar do Caribe, ao sul da cidade de Saint Joseph. É o rio com maior profundidade e comprimento da Dominica, com um comprimento total de 27,6 km (17,1 mi).

## Desastres
O rio é propenso a inundações. A barragem Matthieu, que se localiza perto da foz do rio, colapsou muitas vezes. Isso começou no ano de 1997 quando deslizamentos de terra ocasionados pela chuva de terra bloquearam parte do rio. No ano de 2011, o rio inundou duas vezes, nos meses de julho e outubro. Isso causa uma ameaça ao vilarejo Layou. Não houve mortes nessas causalidades, mas foram afetadas 13 residências. 